# Гаркушине (Берестинський район)
Гарку́шине —  село в Україні, у Берестинському районі Харківської області. Населення становить 9 осіб. Орган місцевого самоврядування — Огіївська сільська рада.
Після ліквідації Сахновщинського району 19 липня 2020 року село увійшло до Красноградського (Берестинського) району.

## Географія
Село Гаркушине знаходиться на відстані 1 км від річки Вошива (правий берег). Село складається з трьох частин, рознесених на відстань до 1 км. На відстані 1,5 км знаходяться села Загаркушине і Огіївка. По селу протікає пересихаючий струмок з загатою.

## Історія
- 1920 - дата заснування.